# Fermentalg
ファーメンタルグ（フェルメンタル：Fermentalg S.A.）は、ボルドー地区近隣のジロンド県リブルヌを拠点とする、フランスのバイオベンチャー。
微細藻類を活用し、健康食品や飼料、ヘルスケア関連市場を中心に、微細藻類由来の油脂や色素、タンパク質などを製造販売する。証券取引所ユーロネクスト・パリに上場。

## プロフィール
2009年1月15日創業
従業員64名（2021年6月現在）
本社所在地：4 Rue Riviere Libourne, 33500 France